# Tlacotepec, Copanatoyac
Tlacotepec är en ort i Mexiko.   Den ligger i kommunen Copanatoyac och delstaten Guerrero, i den sydöstra delen av landet, 230 km söder om huvudstaden Mexico City. Tlacotepec ligger 2 093 meter över havet och antalet invånare är 140.
Terrängen runt Tlacotepec är huvudsakligen kuperad, men västerut är den bergig. Runt Tlacotepec är det ganska glesbefolkat, med 32 invånare per kvadratkilometer. Närmaste större samhälle är Malinaltepec, 14,2 km söder om Tlacotepec. I omgivningarna runt Tlacotepec växer huvudsakligen savannskog.